# Rim Turki
Rim Turki est une actrice et scénariste française installée à Paris, d'origines tunisienne et espagnole.

## Biographie

### Carrière
Arrivée à Paris quand son père diplomate s'y installe, elle passe par le cours Florent. Elle débute dans Écrans de sable de Randa Chahal Sabbagh puis joue dans Le Sultan de la médina de Moncef Dhouib, avant d'obtenir le prix du jeune espoir au Festival des trois continents en 1993.
Après un prix d'interprétation au Festival international du film du Caire pour Keswa, le fil perdu de Kalthoum Bornaz, elle rédige une thèse de sociologie sur la sexualité des émigrées maghrébines en France.

### Vie privée
Rim Turki est la fille de Brahim Turki, ambassadeur et secrétaire d'État aux Affaires étrangères dans le gouvernement de Hédi Nouira, et d'Elodia Zaragoza qui a fui l'Espagne franquiste pour s'installer en Tunisie. Elle est par ailleurs la nièce des peintres Zoubeir et Hédi Turki.
Elle est la veuve de Christophe de Ponfilly et mère de leur fille Lola.

## Filmographie
En tant que comédienne, elle tourne notamment au cinéma dans :
- 1991 : Écrans de sable de Randa Chahal Sabbagh
- 1992 : Le Sultan de la médina de Moncef Dhouib
- 1994 : Les hirondelles ne meurent pas à Jérusalem de Ridha Béhi
- 1996 : Le Patient anglais d'Anthony Minghella
- 1996 : Sabriya d'Abderrahmane Sissako
- 1997 : Les amis d'hier de Hassan Benjelloun
- 1998 : Keswa, le fil perdu de Kalthoum Bornaz
- 2003 : La Danse éternelle de Hiam Abbass
- 2004 : Le Jardin de papa de Zeka Laplaine
- 2004 : La Porte du soleil de Yousry Nasrallah
- 2005 : Munich de Steven Spielberg
- 2021 : Memory Box de Joana Hadjithomas et Khalil Joreige (en compétition à la Berlinale 2021)

Elle est également co-scénariste de L'Étoile du soldat qui reste l'unique film de fiction de son époux Christophe de Ponfilly décédé l'année de sa sortie en 2006.